# Laetitia Meignan
Laetitia Meignan (Parigi, 25 giugno 1960) è un'ex judoka francese.

## Palmarès
- Giochi olimpici

Barcellona 1992: bronzo nei 72 kg.